# Depositum fidei
Depositum fidei (latin för "trons förråd") är i den Romersk-katolska kyrkan det samlade trosinnehållet som förts vidare genom kyrkan sedan apostlarnas tid.